# Homalium minahassae
Homalium minahassae är en videväxt som beskrevs av Sijfert Hendrik Koorders. Arten ingår i släktet Homalium och familjen videväxter. Inga underarter finns listade i Catalogue of Life.